# Uki-goshi

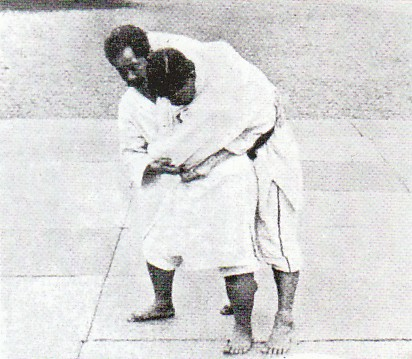
Uki goshi di Kano a Yamashita

L'Uki-Goshi (letteralmente, "colpo d'anca fluttuante") è tecnica numero 4 del Gokyo e fa parte delle Koshi-Waza. Utilizzata raramente nelle moderne competizioni, rappresenta comunque una delle tecniche più importanti dell'intero Gokyo poiché è stata la Tokui-Waza (tecnica preferita) del maestro Kanō Jigorō. Presente in tutte le edizioni del Gokyo, è l'unica tecnica del Nage-no-kata ad essere eseguita prima a sinistra e successivamente a destra.

## L'esecuzione
La situazione ideale è rappresentata da un Uke squilibrato in avanti con il corpo. Tori posiziona il suo piede destro all'interno di quelli di Uke (nella stessa direzione) e contemporaneamente tira la manica destra verso sinistra. Il braccio destro di Tori viene portato sotto il braccio sinistro di Uke, posizionando la mano sulla cintura dell'avversario in posizione centrale. Nella fase di Kake (proiezione), viene continuato il movimento rotatorio della gamba sinistra portando l'anca all'altezza dell'addome di Uke senza flettere gli arti inferiori. Fondamentale per una buona riuscita della tecnica è un contatto continuo fra la manica di Uke e il corpo di Tori e fra il busto dei due Judoka.

## Successioni, contraccolpi e varianti
Gli attacchi successivi che possono essere portati da Tori sono innumerevoli. Fra i principali: Koshi-guruma, Hane-goshi, Uchi-mata, O-uchi-gari. I contraccolpi possibili sono: Ushiro-goshi, Utsuri-goshi e simili. Durante l'apprendimento della tecnica è importante che il Judoka dilettante capisca la differenza con la variante O-Goshi (è sbagliato, infatti, sollevare le anche e piegare il corpo in avanti).